# Parcé
Parcé (en gal·ló Parczae) és un municipi francès, situat al departament d'Ille i Vilaine, a la regió de Bretanya. L'any 2011 tenia 642 habitants. Al municipi hi ha Granjagoul, centre de cultura gal·ló.

## Geografia
Està envoltada pels municipis de Billé, Dompierre-du-Chemin i Luitré.

## Demografia
| 1962                                        | 1968 | 1975 | 1982 | 1990 | 1999 | 2011 |
| ------------------------------------------- | ---- | ---- | ---- | ---- | ---- | ---- |
| 550                                         | 622  | 568  | 546  | 562  | 602  | 642  |
| Des de 1962 : Població sense dobles comptes |      |      |      |      |      |      |

## Administració
| Període   | Identitat        | Partit |
| --------- | ---------------- | ------ |
| 2001-2014 | Lézin Gallais    |        |
| 2014-     | Laurent Legendre |        |